# Amendingen

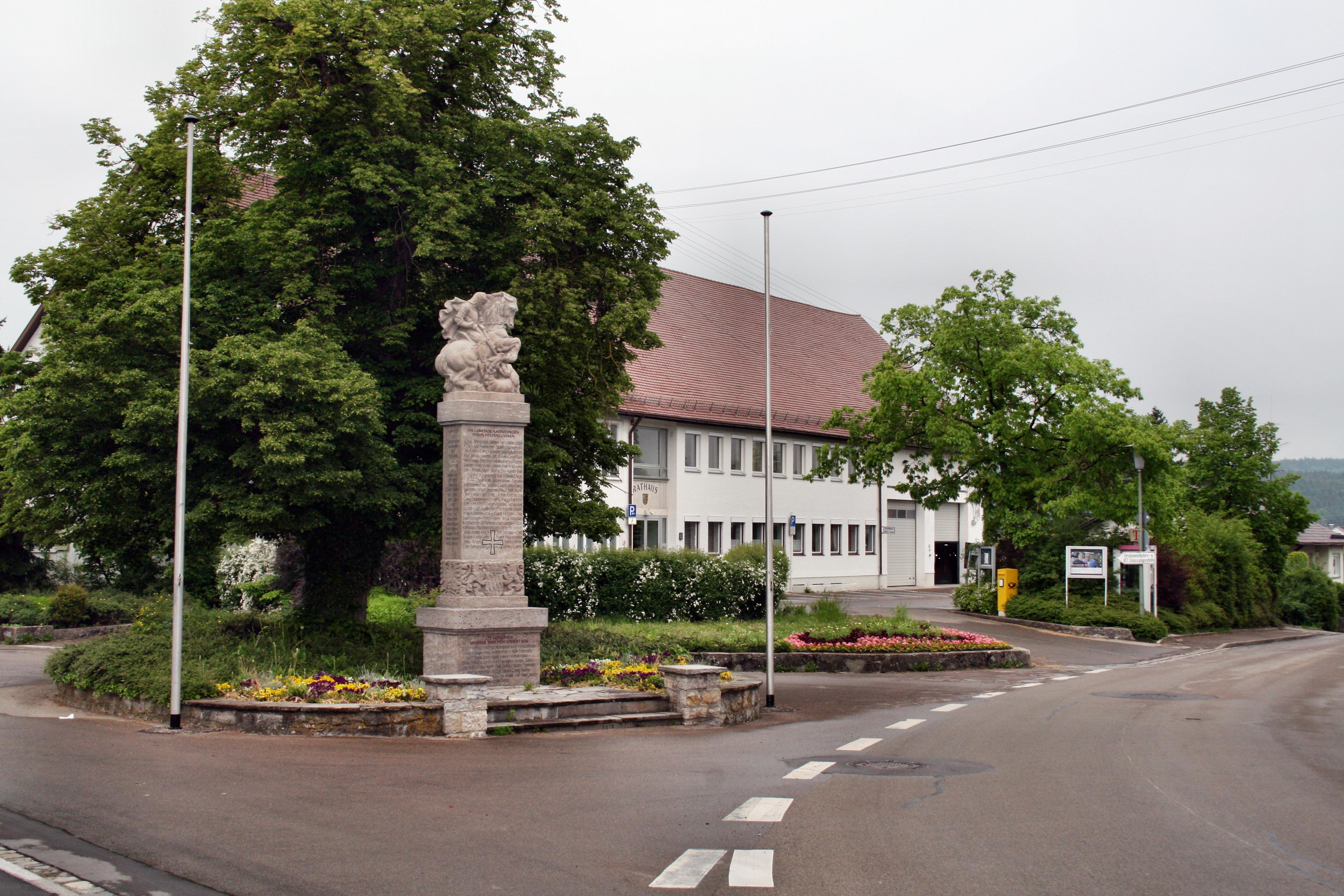
Amendinger Kriegerdenkmal mit dem ehemaligen Rathaus im Hintergrund

Amendingen (schwäbisch Aumadenga) ist ein Ortsteil und Pfarrdorf der kreisfreien Stadt Memmingen in Bayern. Die erste Besiedlung geht auf die Zeit vor 233 zurück. Der Ort wurde 1180 erstmals urkundlich bestätigt und gehörte bis 1455 zur Herrschaft der Ritter von Eisenburg. Ab 1475 begann eine Zersplitterung der Ortschaft auf verschiedene Herrschaftsgeschlechter und Klöster. Im Jahr 1803 wurde mit dem Reichsdeputationshauptschluss die heutige Flur festgelegt.
Ab dem Jahr 1805 war Amendingen eine selbstständige Gemeinde, bis es 1972 nach Memmingen eingemeindet wurde. Mit über 3700 Einwohnern ist Amendingen der größte Ortsteil nach dem Hauptort Memmingen. Bekannt ist das ehemalige Pfarrdorf vor allem für seine barocke St.-Ulrichs-Kirche und das Gewerbegebiet Nord, welches zum größten Teil auf Amendinger Flur liegt.

## Geographie

### Lage
Der Memminger Ortsteil Amendingen liegt am Westrand des Memminger Achtals. Der Ort liegt nördlich der Memminger Kernstadt und ist inzwischen baulich mit dieser zusammengewachsen. Im Norden der Amendinger Flur liegt der größte Teil des Gewerbegebiets Nord.

### Klima

Das Klima in Memmingen

Amendingen liegt bei der Jahresdurchschnittstemperatur und der Niederschlagsmenge im Durchschnitt der gemäßigten Zone, wobei die Niederschläge meist etwas höher und die Tiefsttemperaturen etwas niedriger liegen. Die durch die Ortschaft fließende Memminger Ach und der nahe Weidenbach können im Frühjahr und Herbst dichten Nebel auf den Fluren und innerhalb der Ortschaft verursachen. Der kälteste Monat ist der Januar mit einer durchschnittlichen Tagestiefsttemperatur von −5 °C und einer durchschnittlichen Tageshöchsttemperatur von 2 °C. Die wärmsten Monate sind Juli und August mit je 12 °C durchschnittlicher Tiefst- und 24 °C durchschnittlicher Höchsttemperatur.

### Geologie
Der Untergrund besteht aus einer rund einen Meter dicken Lösslehmschicht, unter der etwa 20 Meter Schotter liegen. Der Talboden ostwärts der Gemeinde setzt sich aus Almerde und darunter liegenden Torfablagerungen zusammen, welche vereinzelt mit Kies und grauschwarzem Sand vermischt sind. Vor allem die Memminger Ach in ihrem regulierten Verlauf gibt die ungefähre Grenze zwischen Almerde und Schotter an. Am Talrand zeigt sich eine tertiäre Anlagerung, welche das reiche Vorkommen von Quellen bis hinunter nach Heimertingen begünstigt.

## Geschichte

### Frühgeschichte (bis 8. Jahrhundert n. Chr.)
In der römischen Kaiserzeit verlief die Straße von Kempten (Allgäu) (Cambodunum) nach Kellmünz (Caelius Mons) sehr wahrscheinlich auch über die Amendinger Flur. Bei mehreren Neu- und Umbauten wurden im Gemeindegebiet immer wieder römische Mauerreste entdeckt. 1943 und 1954 konnten solche aus dem 2. und 3. Jahrhundert n. Chr. freigelegt werden. Im Süden des heutigen Gemeindegebietes errichtete vermutlich ein aus dem Militärdienst ausgeschiedener Veteran einen Gutshof, eine sogenannte villa rustica. Bei archäologischen Ausgrabungen um 1830 und Anfang der 1960er Jahre wurde festgestellt, dass der Hof eine Fläche von ungefähr neunzig mal neunzig Metern bedeckte. Er wurde mindestens dreimal durch Brand zerstört und wiederaufgebaut. Auch waren vermutlich Handwerkerhäuser an den Hof angeschlossen, wie der Fund eines Webgewichtes nahelegt. Als im Jahr 233 die Germanen zum ersten Mal den Limes nördlich der Donau überrannten, wurde der römische Gutshof wahrscheinlich zum ersten Mal zerstört.
Der Kern der Ortschaft Amendingen, südwestlich der Kirche, entstand wohl im Zuge der alemannischen Landnahme im 5./6. Jahrhundert. Ausschlaggebend dürfte ein alemannischer Siedlungsweg von Heimertingen nach Memmingerberg gewesen sein, der dem Wasserlauf der Ach folgte. Sicher spielte bei der Besiedlung auch die alte Römerstraße eine Rolle. Wie bei Memmingen setzt sich der Ortsname aus einem Personennamen und der Endung -ingen zusammen. Vermutlich hieß der Stammesführer Otmund. Später wurde daraus Otmundingen, heute Amendingen. Die Flur des ältesten Dorfes umfasste zunächst Teile der Memminger Ach und die vom römischen Gutshof urbar gemachten Äcker. Bei Ausgrabungen des Memminger Altertumsvereins um 1830 fand man ein Steinplattengrab, das sich heute an der Südseite des Memminger Waldfriedhofes befindet. Wegen der fehlenden Beigaben vermutet man, dass das Grab vor dem Jahr 751, in der Zeit der Merowinger, entstanden ist. Es wurde auch eine Mauer aus Tuffstein angeschnitten, dem gleichen Material wie das der Grabkiste. Ziegelfunde zeigten, dass die Mauer und die sonstigen Funde, mit Ausnahme der Gräber, aus römischer Zeit stammten. Weitere Grabungen ergaben, dass die heidnischen Bewohner Amendingens ihre Begräbnisstätten bei dem zerstörten römischen Hof anlegten. Die Toten lagen mit dem Kopf nach Osten. Etwa um das Jahr 800 wurde die erste Kirche in Amendingen errichtet, vermutlich als schlichter Bau aus Holz. Die Toten wurden in dem zugehörigen Friedhof beigesetzt.

### Kloster Ottobeuren und Besitz weltlicher Herren

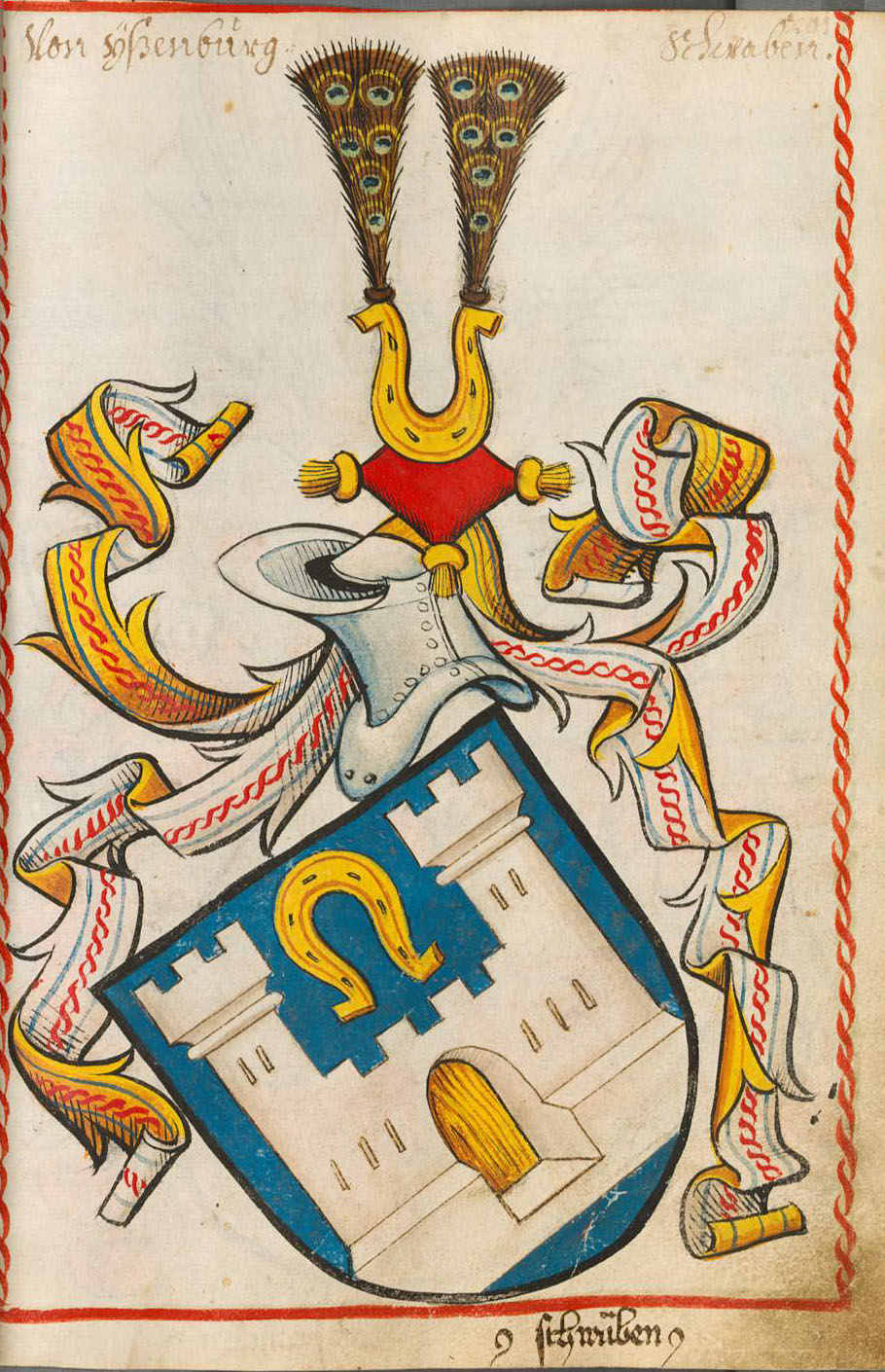
Wappen der Herren von Eisenburg

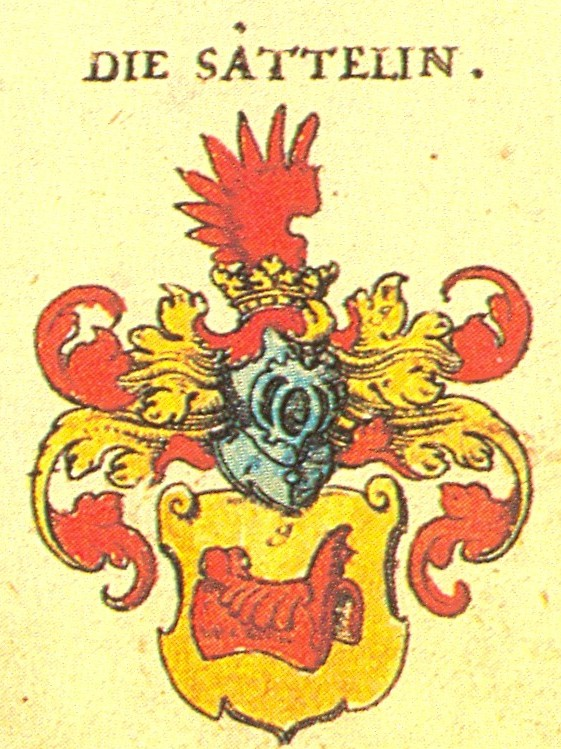
Wappen der Sättelin, die einen Großteil des Dorfes in Besitz hatten

Das Chronicon ottenburanum, das eine um 1180 entstandene Sammlung von Abschriften älterer Urkunden enthält, nennt in der Stiftungsurkunde des Klosters Ottobeuren das Dorf Amendingen mit allem Besitz (und den zugehörigen Menschen) – villam Oumintingen cum pertinentiis suis – als Stiftungsgut. Die Abschrift gibt den Inhalt einer als echt geltenden, aber verlorengegangenen Urkunde aus dem Jahr 764 wieder. Für das Jahr 972 ist eine Gebietsabtretung des Klosters Ottobeuren in einer Urkunde bezeugt, deren Echtheit aber umstritten ist. Die Abschrift aus dem frühen 12. Jahrhundert erwähnt Amendingen als oppidum Oumintingen cum vico suo Trunkenesperc. Kaiser Otto I. belehnt darin den Alemannenherzog Burchard III. von Schwaben mit Gütern, die das Kloster Ottobeuren an den Kaiser abgetreten hatte, um sich von den Pflichten der Heerfahrt, des Kriegsdienstes und des Hoflagers zu befreien. Die früheste erhaltene schriftliche Erwähnung Amendingens in der vom Augsburger Dompropst Gerhard 982/992 verfassten Vita des heiligen Ulrich bezeugt, dass dieser im Mai 973 auf seiner Heimreise von dem oberschwäbischen Obersulmetingen nach Augsburg mit Mönchen aus dem nahe gelegenen Kloster in Amendingen zusammentraf, um ihnen das kaiserliche Privileg der freien Abtwahl mitzuteilen.
Um 1200 ging Amendingen an die Ritter von Eisenburg, die von den Herzögen von Schwaben die Heerfahrtspflicht in dem Gebiet übernommen hatten und bildete damit den wirtschaftlichen Mittelpunkt dieser Herrschaft. In kirchlicher Hinsicht gehörte das Dorf ab 1341 zum Kloster Rot an der Rot. Der letzte Ritter von Eisenburg verkaufte seine Herrschaft.

### Besitz Memmingens und evangelisch-katholischer Konflikt
Amendingen kam im Jahr 1455 an das Memminger Bürger- und Patriziergeschlecht Sättelin und später ein Großteil des Dorfes in den Besitz weiterer Memminger Bürger, an die Straßennamen erinnern (Marquard, Spichel, Waimer, Zehender). Mit anderen Orten ging das Dorf 1580 in den Besitz der benachbarten Reichsstadt Memmingen über. Seit 1586 hatte diese auch die Hochgerichtsbarkeit im Dorf inne. Einundzwanzig Jahre später erwarb 1601 der Ulmer Bürger und Patrizier Hans Eitel Neubronner die ganze Herrschaft Eisenburg. Die Sättelin als Memminger Bürger wurden in der Reformation evangelisch, auch die Neubronner als deren Nachfolger hatten als Ulmer Bürger die neue Lehre angenommen. Die Herrschaft war zwar nun evangelisch, die über der Herrschaft stehende Landvogtei jedoch katholisch. Daraus ergaben sich Differenzen, welche 1586, dreißig Jahre nach dem Augsburger Religionsfrieden, zu einem Vertrag führten. Aus den Kirchenakten geht hervor, dass von sechshundert Untertanen noch hundertfünfzig katholisch geblieben waren. Der Vertrag bestimmte, dass die Herren von Eisenburg zwar evangelisch bleiben durften, die Untertanen aber in der alten katholischen Religion belassen werden sollten. Sie durften, soweit sie die neue Konfession angenommen hatten, diese noch weitere acht Jahre behalten. Danach mussten die Untertanen unter Androhung von Strafe wieder zur alten Religion zurückkehren. Dem damaligen Pfarrer Gallus Möslin gelang es, vor Ablauf der Frist die meisten wieder zu konvertieren. Wer allerdings beim neuen Glauben bleiben wollte, zog in das evangelische Steinheim oder nach Memmingen.
In der Reformationszeit siedelten sich auch die ersten Juden in Amendingen und anderen Orten der Herrschaft Eisenburg an, da ihnen die Reichsstädte keine Unterkunft gewährten. Da viele der Juden Handel trieben, gab es bald kleinere Streitereien zwischen der Stadt Memmingen und Sebastian von Berwang als Inhaber der Herrschaft Eisenburg und mehrmals zu Prozessen. Im Jahr 1573 standen 83 Memminger Handwerksleute in den Schuldbüchern der Amendinger Juden. Seit 1600 gab es keine jüdische Bevölkerung mehr in Amendingen, da die meisten nach Fellheim zogen, wo sie unter dem Schutz des dortigen Herrschers standen. Als die Neubronner 1601 die Herrschaft Amendingen kauften, wurde in der Kaufsabred vereinbart, keine jüdische Bevölkerung mehr aufzunehmen. Die Neubronner als neue Inhaber der Herrschaft suchten von Anfang an durch Verträge und Absprachen Ordnung zu schaffen. Sie legten die Rechte und Pflichten des Mesners und des Lehrers fest und trafen mit dem Kloster Rot an der Rot eine Abmachung über die Zehntenrechte in Amendingen.
Im Dreißigjährigen Krieg gab es Einquartierungen kaiserlicher und schwedischer Truppen und entsprechender Belastung der Bevölkerung. An der damaligen St. Ottilienkapelle kam es zu einem Zusammenstoß der beiden Kriegsparteien. Die Pfarrbücher belegen, dass die Gefallenen vor der Kapelle bestattet wurden.
Auch die Pest wütete 1635 in der Gegend um Memmingen. Es ist aber nicht bekannt, inwieweit Amendingen davon betroffen war. Als wichtigste Folge des Krieges verkaufte das Kloster Rot am 16. Juli 1642 das Patronatsrecht mit dem Zehnten und andere Besitzungen in Amendingen an die Kartause Buxheim. Die Kirche in Amendingen wurde 1655 durch den Einsturz des Turmes zerstört. Dieses Ereignis führte zur Errichtung eines behelfsmäßigen Baues, der 1661 eingeweiht wurde. Im Jahr 1671 wurde die Herrschaft durch die Erben der Neubronnerschen Familie in zwölf Teile gespalten. Trotz eines eingesetzten Verwalters für alle zwölf Teile gab es bald Zwist. Der Großteil wurde ab 1705 an das Memminger Unterhospital veräußert.
Im Jahr 1752 begann der Bau der heutigen Kirche, deren Chor nicht mehr nach Osten, sondern nach Norden ausgerichtet ist. 1754 war der Bau vollendet und wurde am 12. Oktober 1755 feierlich eingeweiht.

### 19. Jahrhundert bis zum Zweiten Weltkrieg

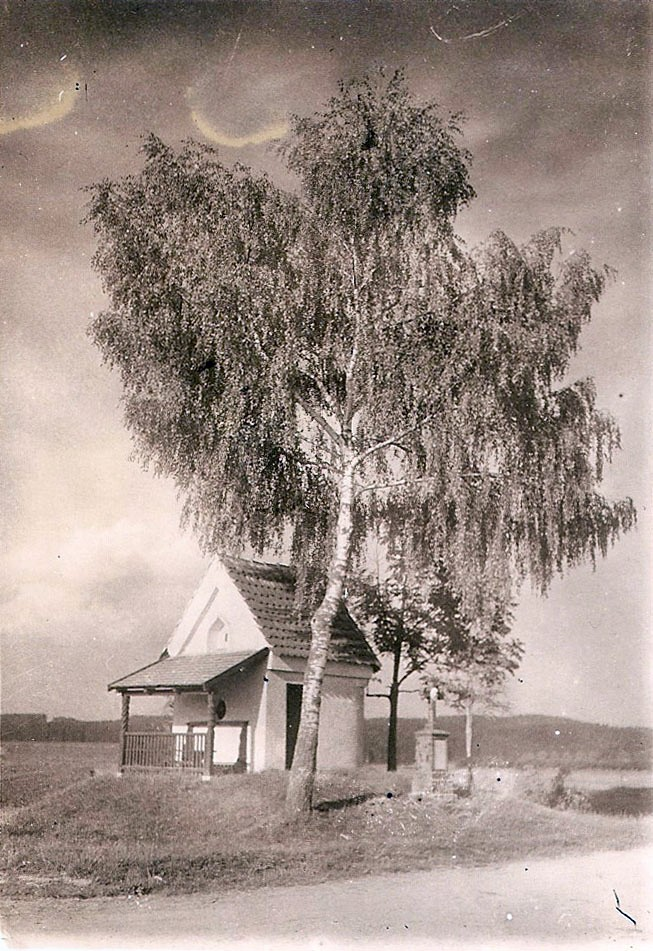
Die Ottilienkapelle am Ortsrand um 1930

Bis 1805 blieb das Dorf im Bereich der Herrschaft Eisenburg. Nachdem der Friede von Lunéville dem Kurfürstentum Bayern die Hoheit über die schwäbischen Gebiete gebracht hatte, übernahm in Amendingen die Krone Bayerns am 31. Dezember 1805 mittags nach zwei Uhr offiziell die Landeshoheit. Damit wurde es eine eigenständige bayerische Gemeinde. Zu Amendingen gehört seitdem auch die in Richtung Eisenburg liegende Flur und das Landschloss Grünenfurt.
Im Jahr 1866 ereignete sich in Amendingen eine Katastrophe. Sie ging unter dem Namen Der große Brand von Amendingen in die Chronik ein. In der Memminger Wochenzeitung vom 3. Oktober 1866 (Nr. 79) war Folgendes zu lesen:

„Am Sonntag, dem 23. September – als die Leut in der Kirch waren – und am Dienstag dem 25. September als die Bauern auf dem Feld arbeiteten – entstand in Amendingen ein Großbrand, dem 15 Firste zum Opfer fielen. Das Feuer soll beim Metzger (Haus Nr. 17) durch zündelnde Kinder entstanden sein und ist am Dienstag trotz der Brandwachen noch einmal angegangen. Elf Familien, darunter an Kindern sehr zahlreiche, wurden obdachlos.“

Da die Häuser zu dieser Zeit fast ausschließlich aus Holz gebaut und die Dächer mit Stroh gedeckt waren, konnte sich das Feuer schnell ausbreiten. Die Größe des Brandes ist aus dem Einsatz von 20 Feuerwehren erkennbar. Der Brand hatte zur Folge, dass sich das gesamte Ortsbild veränderte. Der Neuaufbau erfolgte auch unter dem Gesichtspunkt, wie eine solche Katastrophe zukünftig verhindert werden könnte. Einige Höfe wurden verschoben oder umgesiedelt, um die Bebauung aufzulockern. Nur durch die Tatsache, dass bei der Verschiebung notarielle Verträge notwendig waren, weiß man heute, dass sieben Höfe und Häuser abbrannten. Über andere abgebrannte Häuser liegen keine Informationen vor.
1904 übernahm Johann Dirr das Bürgermeisteramt von seinem Vater. Er leitete mehr als 40 Jahre, auch im Ersten und Zweiten Weltkrieg, die Geschicke Amendingens.
Zu Beginn des Ersten Weltkrieges hatte Amendingen rund 700 Einwohner. Nach Kriegsende siedelten sich wegen der Nähe zu Memmingen zahlreiche Arbeiter, Beamte und Gewerbetreibende an. Durch den Zuzug begünstigt, bildeten sich nach und nach zwei politische Hauptströmungen im Ort. Die größere Gruppe stellte hierbei die christlich-bürgerliche Mitte der Bayerischen Volkspartei und des Zentrums. Dazu kam die sozialistische Linke der Arbeiterschaft (Sozialdemokraten und Kommunisten). Außerdem war auch der Bauernbund als rechtsgerichteter loser Interessenverband sehr stark vertreten. Wegen der konträren politischen Meinungen kam es auch öfter zu Streitereien innerhalb des Ortes. Bezeichnend dafür war die Existenz zweier Sportvereine, der des katholischen Gesellenvereins und der Sportverein der Arbeiter, die beide die gleichen Sportarten ausübten, ohne in zehn Jahren ein einziges Mal gegeneinander anzutreten.
Durch einen nie ermittelten Brandstifter gab es um 1930 mehrere Großbrände im Ort. 1923 wurde das neue Schulgebäude, der heutige Kindergarten, eingeweiht.
Bis 1933 gewannen die Nazis unter Hitler auch in Amendingen immer mehr Anhänger für ihre NSDAP. Allerdings blieb mit etwa 20 % der Stimmen das Interesse relativ gering. Die Ursache dafür lag in der katholischen Einstellung des überwiegenden Teils der Einwohner und an den linken Arbeiterparteien. Erst mit der Machtübernahme Hitlers wurde eine eigene Ortsgruppe der NSDAP gegründet. Zugleich sollten die alten Gemeinderäte und Bürgermeister Dirr abgesetzt und durch Parteimitglieder oder Anhänger der Partei ersetzt werden. Der örtliche NSDAP-Vorsitzende Göppel sollte im Auftrag der Kreisleitung das Amt des Bürgermeisters übernehmen. Durch Dirrs bereits 30-jährige Tätigkeit als Bürgermeister und wegen des Vertrauens der Amendinger Bürgerschaft zu ihm, sah Göppel ein, dass Dirr der Geeignetere war und bat ihn deshalb, im Amt zu bleiben. Allerdings musste Dirr dafür in die Partei eintreten. Göppel selbst wurde stellvertretender Bürgermeister. Die Ortsgruppe übernahm es, die befohlenen festlichen Veranstaltungen wie Maifeiern, Erntedankfest und andere zu organisieren sowie den Sport und die NS-Einrichtungen zu fördern. Bis zum Anfang des Krieges stieg die Mitgliederzahl der Partei von 10 auf 80.

### Amendingen im Zweiten Weltkrieg

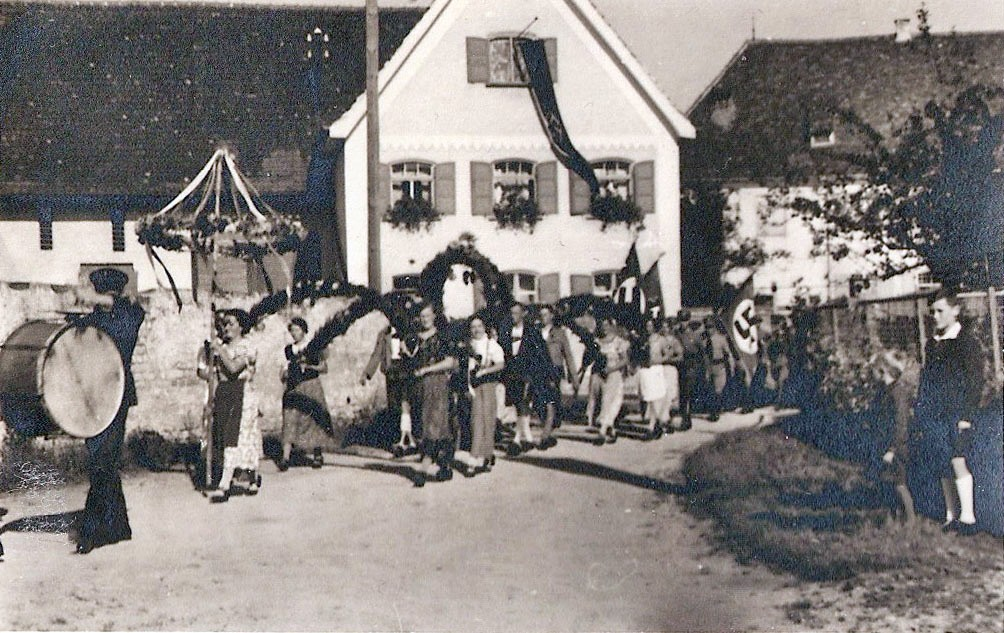
Maifeier in Amendingen unter dem Hakenkreuz

Amendinger Soldaten waren bereits am Überfall auf Polen beteiligt. Dabei gab es bereits die ersten Opfer des Krieges. Beim Balkanfeldzug im April 1941 waren viele Amendinger bei den Gebirgstruppen im Einsatz. Auch im Kessel von Stalingrad kämpften Amendinger Soldaten.
Ab Anfang 1943 war Amendingen wegen des in der Nähe liegenden Fliegerhorst Memmingerberg von alliierten Luftangriffen bedroht. Aus der fast völlig zerstörten Stadt Essen trafen im gleichen Jahr rund 50 Flüchtlinge, hauptsächlich Frauen und Kinder, ein. Bald kamen noch etwa zehn schlesische Familien dazu.
Ab März 1945 lagen in den Memminger Lazaretten rund 4.000 verwundete Soldaten. Der Bürgermeister der Stadt Memmingen versuchte, den Standortarzt zu einem Antrag zu bewegen, Memmingen mit Rücksicht auf die große Zahl Verwundeter als Lazarettstadt, also als offene Stadt, zu erklären und somit kampflos zu übergeben. Dies hätte zur Folge gehabt, dass auch Amendingen nicht verteidigt worden wäre. Allerdings lehnte der Arzt die Bitte mit der Erklärung ab, er sei viel zu sehr Soldat und habe die Pflicht, auch den letzten Sandhaufen zu verteidigen.
Der Flüchtlingsstrom von Westen über Egelsee und Ulm nahm immer größere Ausmaße an. Gegen Mitte April setzte der Rückzug des deutschen Heeres vom Westen ein. Die Kolonne bewegte sich vorbei an Amendingen durch die Stadt Memmingen. Die im Lager Heuberg auf der Schwäbischen Alb stationierte Wlassow-Armee aus sowjetischen Kriegsgefangenen und „Hilfswilligen“, die von Heinrich Himmler rekrutiert worden waren, zog auf ihrem Rückzug durch Amendingen. Der größte Teil der schätzungsweise 10.000 Mann begab sich in den nahen Gemeindewald, um dort zu biwakieren. Einige hundert blieben im Dorf und übernachteten dort. Sie brachen in verschiedene Häuser ein und plünderten diese. Bald zogen sie nach Osten weiter.
Bei schweren Luftangriffen am 20. April 1945 auf den Fliegerhorst Memmingerberg und Bahnanlagen in Memmingen fielen auch zirka 30 Bomben auf Amendinger Gebiet. Außer an den Bahngleisen, in Höhe des heutigen Sportplatzes, kam es zu keinen nennenswerten Schäden.
Am 26. April 1945, gegen sechs Uhr früh, wurde ein erster Artilleriebeschuss vernommen. Das sieben Kilometer entfernte Heimertingen war bereits eingenommen und dabei schwer beschädigt worden. Nachdem die amerikanischen Truppen noch am gleichen Tag ein Ultimatum zur Kapitulation Memmingens gestellt hatten, wurde beschlossen, die Stadt und umliegende Dörfer – auch wegen der vielen Verwundeten in den Lazaretten – kampflos zu übergeben. Auf Anordnung des Ortsgruppenleiters der NSDAP fuhr der Ortsbauernführer im Laufe des späteren Tages ins Rathaus nach Memmingen, um dort für die Gemeinde Amendingen eine Solidaritätserklärung für eine kampflose Übergabe zusammen mit der Stadt Memmingen abzugeben.
Am frühen Nachmittag übergaben Bürgermeister Dirr und der Ortsgruppenleiter Göppel den Ort kampflos. Dirr gab zudem die Erklärung ab, dass Amendingen frei von deutschen Soldaten sei und nicht geschossen werde. Eine Gruppe französischer Kriegsgefangener machte sich bald zum Sprecher für die Amendinger. Sie hatten größtenteils zwei Jahre und mehr bei den Bauern im Dorf gearbeitet und erklärten den Amerikanern, dass sie von den Bauern und auch von der übrigen Bevölkerung gut behandelt worden waren.
Bei der Einnahme des Ortes gab es einen Zwischenfall bei der alten Mühle in der sogenannten Neuen Welt. Ein Todesopfer war zu beklagen, als der Hausbesitzer des in der Villa Stetter untergebrachten Bürgermeisteramtes die verschlossene Tür nicht rechtzeitig öffnen konnte und von den Schüssen getroffen wurde, welche ein amerikanischer Soldat zur Sprengung des Schlosses abgegeben hatte. Sonst verlief der Einmarsch der Amerikaner ohne Probleme. Die Panzer zogen weiter, um die Stadt Memmingen zu besetzen. Der letzte der 100 Amendinger Kriegsgefangenen kehrte erst fünf Jahre später zurück. Von den 350 zu den Waffen gerufenen Männern waren 64 gefallen und 35 vermisst.

### Nachkriegszeit bis heute

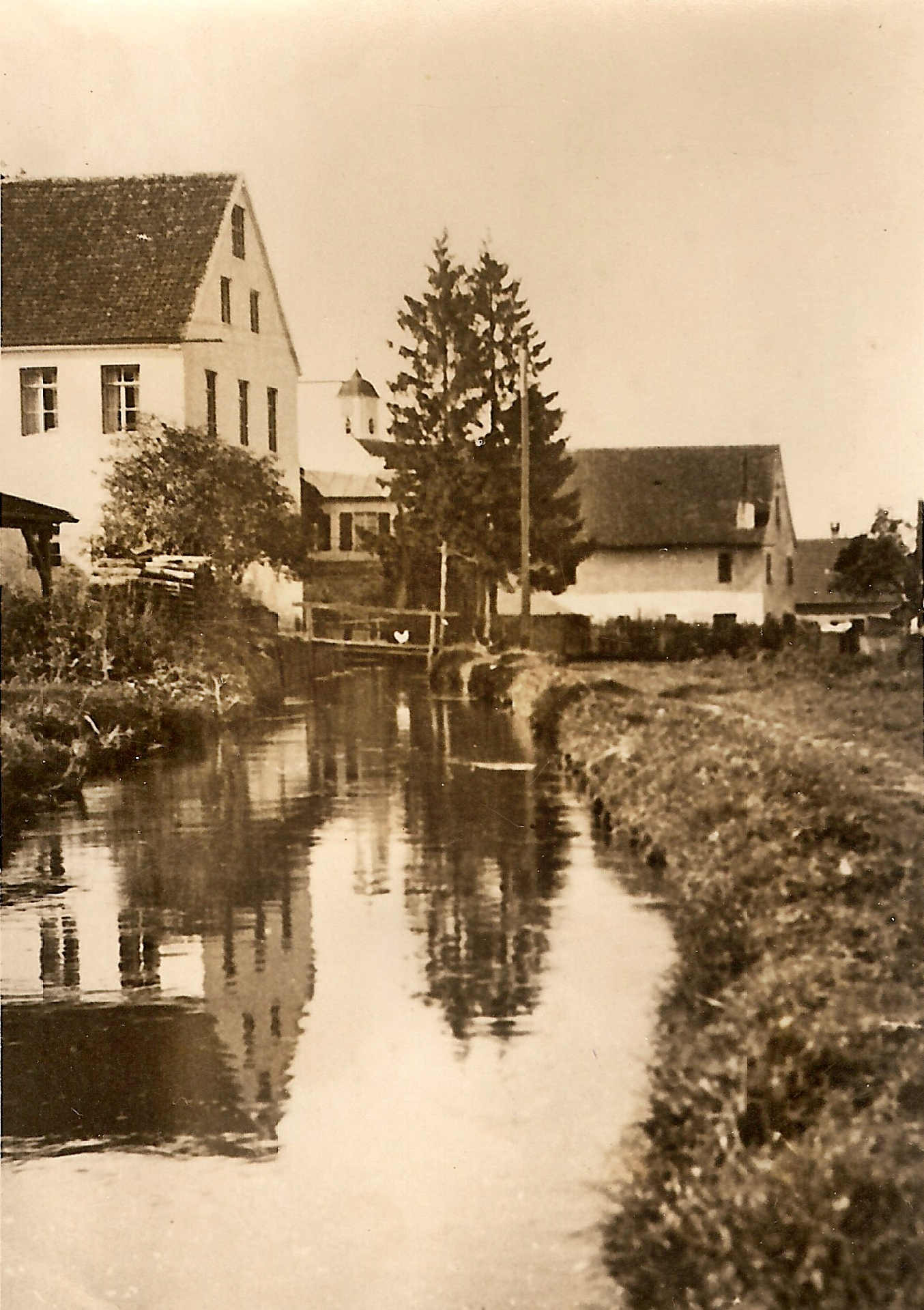
Alter Bachverlauf am Schlössle vorbei

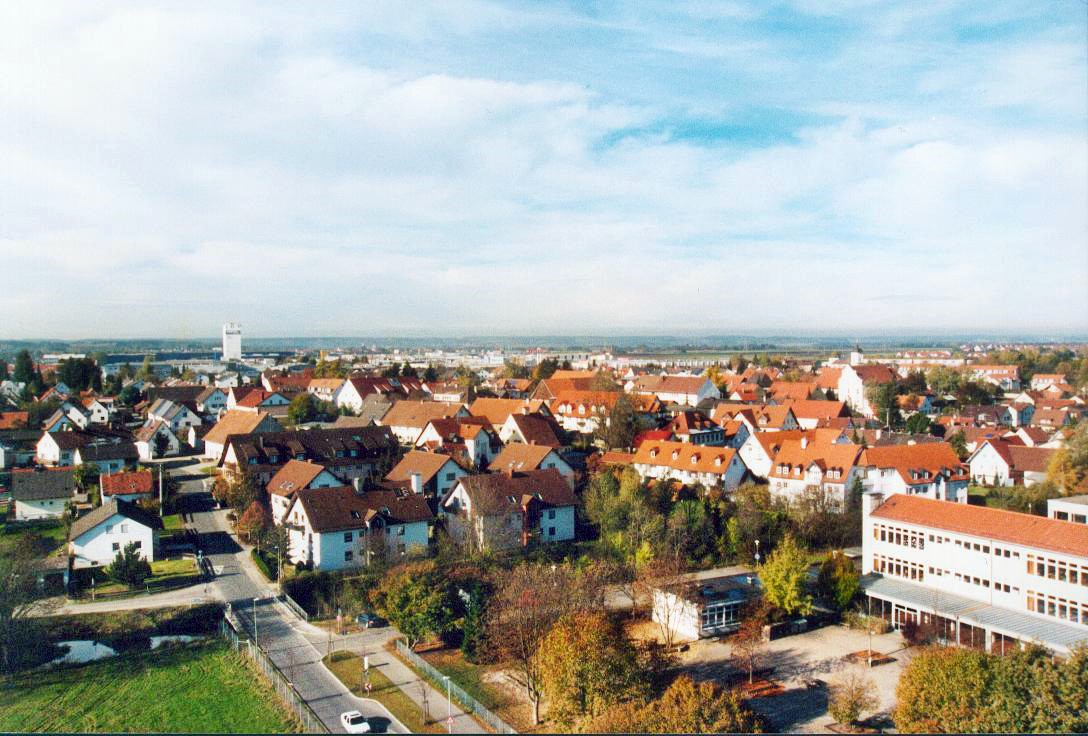
Aufnahme vom östlichen Ortsrand

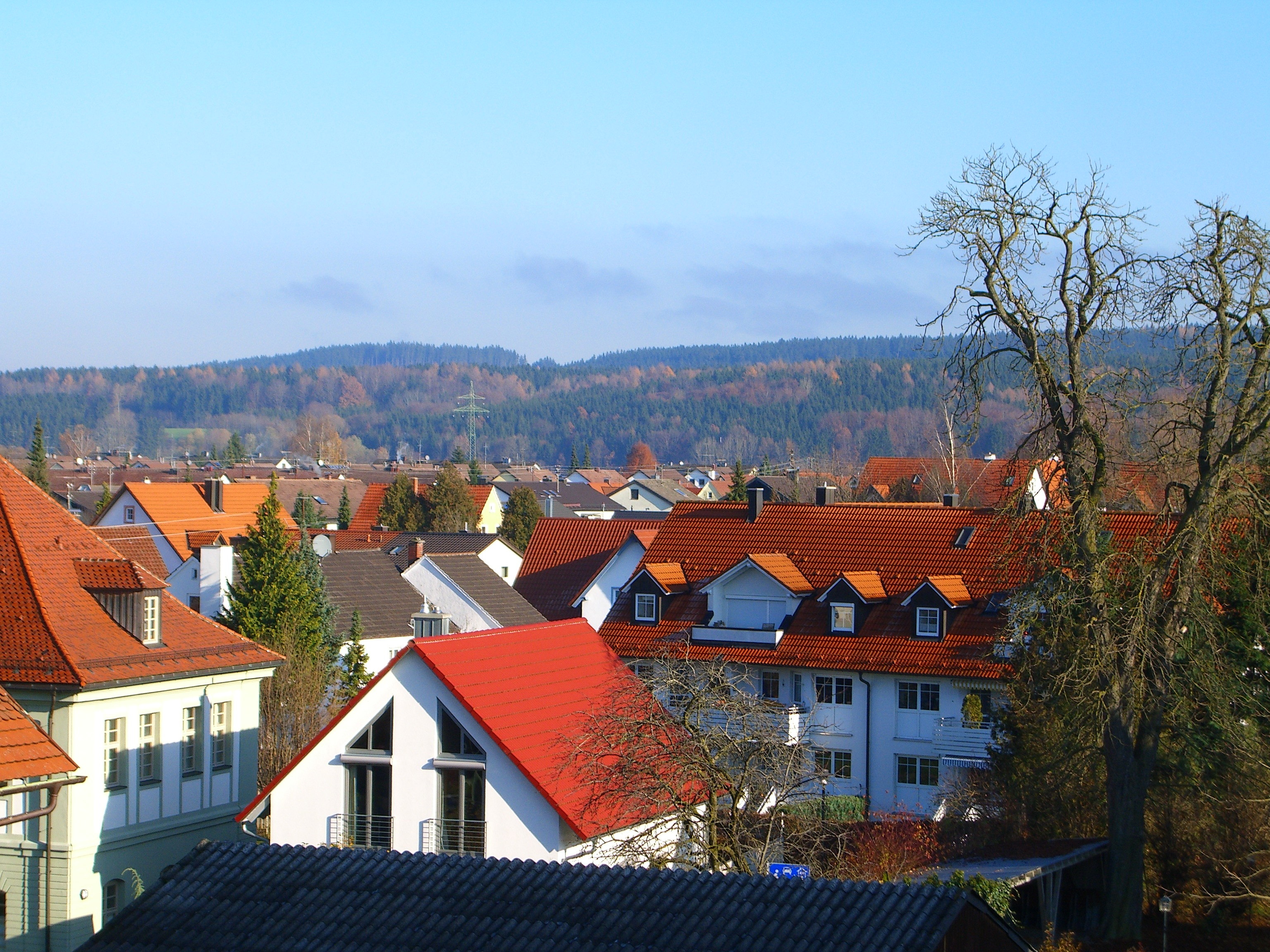
Blick in Richtung des nordöstlichen Unterdorfs

Die Amerikaner blieben etwa 14 Tage bis zur Kapitulation Deutschlands im Ort. Ein kleiner Stab wurde nach dem Abzug im Ort belassen, um weiterhin für Ruhe und Ordnung zu sorgen und die Belange der amerikanischen Militärregierung durchzusetzen. Die in großer Zahl sich frei bewegenden Zwangsarbeiter zogen mehrere Tage plündernd durch das Land. Die Amerikaner hatten es ihnen gestattet, weshalb sich niemand dagegen wehren konnte. Man hörte in allen umliegenden Ortschaften von Massendiebstählen und Bränden. Dank der Aussage der französischen Kriegsgefangenen wurde in Amendingen allerdings darauf geachtet, dass, abgesehen von wenigen Ausnahmen, nichts passierte.
Nach 41-jähriger ununterbrochener Tätigkeit wurde Bürgermeister Johann Dirr von den Amerikanern wegen seiner Parteizugehörigkeit abgesetzt. Ein halbes Jahr später erlag er einem Schlaganfall. Als sein Nachfolger wurde von der Besatzungsmacht der Mühl- und Sägewerksbesitzer Josef Höfelmayer kommissarisch eingesetzt. Im Februar 1946 fanden die ersten freien Gemeindewahlen statt, bei denen der Bauer Josef Riedmiller zum Bürgermeister der Gemeinde Amendingen gewählt wurde.
Aus den ehemaligen deutschen Ostgebieten und vor allem aus dem Raum Jägerndorf (Krnov) im Sudetengebiet kamen 290 Flüchtlinge und Vertriebene nach Amendingen. Für die 900 Einwohner zählende Gemeinde bedeutete dies eine große Belastung.
In den Jahren 1949 und 1950 kehrten die letzten Kriegsgefangenen aus Russland und anderen östlichen Ländern nach Hause zurück. Die Wohnungsnot war immer noch groß. Es wurden in der nachfolgenden Zeit einige Sozialbauten, wie 1950 ein Sechsfamilienhaus am Ortsrand oder 1952 zehn Eigenheime an der Stoll-Wespach-Straße errichtet. Bei der Flurbereinigung im Winter 1953/54 wurde mit der Regulierung der Memminger Ach begonnen. Das vormals künstlich angelegte Bachbett wurde aufgefüllt und der Ach ihr nahezu natürlicher Lauf zurückgegeben. Für die Ansiedlung neuer Industrien zur Beschaffung von Arbeitsplätzen musste die Gemeinde zusammen mit dem Landkreis viel Geld investieren. Schließlich siedelte sich die Firma Metzeler-Schaumgummi-Werke zusammen mit der Teppichfabrik Cord GmbH an und baute eine großzügig angelegte Fabrik.
Bevorzugt stellte der Betrieb Arbeitskräfte aus Amendingen ein, was zu einer Minderung der großen Arbeitslosigkeit führte. Die Räume der in der Schule notdürftig untergebrachten Gemeindeverwaltung waren zu eng geworden. Der Gemeinderat kaufte deshalb den Hof eines Bauern. Auf dessen Grund am heutigen Ulrichsplatz wurde ein Gemeindehaus errichtet. Im Neubau wurden auch die Poststelle und die Freiwillige Feuerwehr untergebracht. 1956 trat bei den Gemeindewahlen Bürgermeister Riedmiller aus gesundheitlichen Gründen nicht mehr an. Zum Nachfolger wurde Henning von Rom gewählt.
Die günstige geographische Lage Amendingens übte eine große Anziehungskraft aus. Die Bautätigkeit für Industrie und Handwerk und auch der private Wohnungsbau stiegen rapide an, somit wuchsen auch die Steuereinnahmen rasch. Mit dem sozialen Wohnungsbau entstanden Wohnungen für die Flüchtlingsfamilien, so dass die große Wohnungsnot gelindert wurde.
In vier Bauabschnitten wurde das gesamte Straßennetz in den Jahren 1959 bis 1963 gebaut. Neben dem Grundausbau, der Verlegung von Randsteinen und der Sicherung des Wasserablaufes wurden die Straßen auch mit neuen Asphaltdecken versehen. Im Oktober 1964 begann der Bau einer neuen Schule, die am 16. Juli 1966 eingeweiht wurde. Die alte Schule wurde zum Kindergarten.
Am 1. Juli 1972 wurde Amendingen im Zuge der Gebietsreform in die Stadt Memmingen eingemeindet. Damit endete die kurze Phase der Unabhängigkeit des Ortes. Das Rathaus wird heute von der Stadtverwaltung Memmingen und der Freiwilligen Feuerwehr Amendingen e. V. genutzt. In den 1970er-Jahren wurde auch die B18 am Südrand des Ortes zur A 96 ausgebaut. Diese führt auch heute noch mitten durch den Ort und trennt den alten Ortskern von den neuen Siedlungen wie der Römerhofsiedlung, welche ihren Namen aufgrund der dort gefundenen Reste der Villa rustica trägt.
Zu Differenzen zwischen den Amendingern und Memmingen kam es im Laufe der Jahre vor allem durch den immer wieder verzögerten Bau einer neuen Leichenhalle auf dem Friedhof und wegen der sich drastisch zuspitzenden Situation an der Volksschule Amendingen. Dort wurden immer mehr Schüler auf beengtem Raum unterrichtet. Erst 1986 wurde, nach vielen Diskussionen, der Ausbau der Amendinger Schule in Angriff genommen. Vom 21.–23. Juni 1985 wurden der neue Sportplatz und das Sportheim des SV Amendingen eröffnet. Im selben Jahr, am 27. September, wurde auch das Musikheim, das an den Kindergarten angebaut worden war, eingeweiht.
Das Amendinger Brunnenfest findet seit der Einweihung des Brunnens vor dem ehemaligen Rathaus am 2. Juni 1991 jährlich statt.
Das Gewerbegebiet Nord, das zum größten Teil auf Amendinger Flur liegt, entwickelte sich immer weiter. Es ist heute das zweitgrößte zusammenhängende Gewerbegebiet in Schwaben.
Durch Platznot, Unfallgefahr und das Fehlen verschiedener Funktionsräume wurde bereits 1993 eine erste Kostenaufstellung für einen Anbau des alten Feuerwehrhauses mit Schulungsraum und Nassräumen in Auftrag gegeben. Nachdem sich die Platzsituation als unzureichend herausgestellt hatte, wurde ein komplett neues Feuerwehrhaus geplant. Allerdings vergingen noch einige Jahre bis zum ersten Spatenstich im März 2017. Als neuer Standort wurde ein Grundstück in der Donaustraße nahe dem Gewerbegebiet Nord gewählt. Knapp 4 Millionen Euro hat die neue Feuerwache gekostet. Auf einer Nutzfläche von 1100 Quadratmeter bietet die Fahrzeughalle Platz für bis zu sechs Feuerwehrfahrzeuge, zudem gibt es Werkstatt- und Lagerflächen sowie einen Verwaltungsbereich mit mehreren Schulungs- und Funktionsräumen. Das neue Feuerwehrhaus wurde am 13. April 2019 feierlich eingeweiht.

### Wappen
| Wappen von Amendingen | Blasonierung: „Gespalten; vorne in Grün ein schwarz benageltes silbernes Hufeisen, hinten in Gold ein getatztes schwarzes Doppelkreuz.“ |
| Wappen von Amendingen | Auf Antrag der Gemeinde wurde 1962 von der Staatsregierung ein Gemeindewappen genehmigt. Das Hufeisen weist auf die einstige Herrschaft Eisenburg hin, in deren Besitz die politische Gemeinde früher war, das Tatzenkreuz ist die Wappenfigur der Memminger Kreuzherren, die ihrerzeit größere Besitztümer im Dorf hatten. Die Feldfarben Grün und Gold erinnern daran, dass das Patronatsrecht über die Amendinger Kirche seit 1642 der Kartause Buxheim zustand; das Buxheimer Wappen ist gold-grün geviert, was auf die Herren von Ellerbach, als Stifter der Kartause zurückzuführen ist. |

### Religionen
Die Gemeinde ist, bedingt durch die historische Entwicklung, vorwiegend katholisch. Das Zentrum bildet die barocke Kirche St. Ulrich. Später bildete sich durch Zuzug eine evangelische Gemeinde, deren Gemeindezentrum seit 1998 im Amendinger Schlössle beherbergt ist. Eine weitere Kirche untersteht der Priesterbruderschaft St. Pius X.

### Einwohnerentwicklung

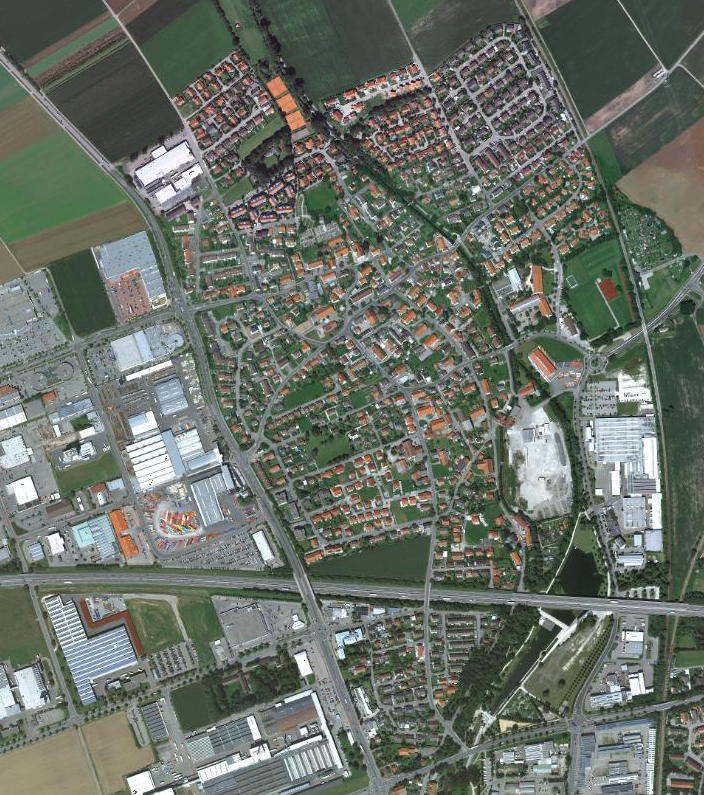
Luftbild von Amendingen mit angrenzendem Gewerbegebiet Nord

| 16. Jahrhundert | 600*  |
| 1600–1650       | 150*  |
| 1650–1700       | 300*  |
| 18. Jahrhundert | 600*  |
| 19. Jahrhundert | 700*  |
| 1935            | 679   |
| 1946            | 1300* |
| 12/1953         | 1280  |
| 12/1964         | 1650  |
| 06/1966         | 1844  |
| 01/2006         | 3623  |
| 12/2006         | 3699  |
| 12/2007         | 3711  |
| 12/2008         | 3740  |
| 12/2009         | 3739  |
| 12/2013         | 3712  |
| 12/2018         | 3714  |

* Schätzung

## Politik
Der ehemalige Gemeinderat bestand aus acht Gemeinderäten, dem Bürgermeister und dessen Stellvertreter. Letzter Bürgermeister war der Kaufmann und Besitzer des Schlosses Grünenfurt, Henning von Rom. Nach der Kommunalwahl im März 2008 sind im Stadtrat von Memmingen sechs Räte und die stellvertretende Bürgermeisterin aus Amendingen.
Die ehemaligen Gemeindevorsteher und Bürgermeister waren, soweit bekannt:
- ? – 1904: Dirr sen.
- 1904–1946: Johann Dirr
- 1946–1946: Josef Höfelmayr (kommissarisch)
- 1946–1956: Josef Riedmiller
- 1956–1972: Henning von Rom

Am 9. Dezember 1972, kurz nach der Eingemeindung, wurde auf Betreiben der Amendinger Bürger Xaver Mang, Heinrich Lacher und Stefan Binzer ein Bürgerausschuss gegründet. Die Aufgabe des Bürgerausschusses sollte sein, die Einhaltung der bei der unfreiwilligen Eingemeindung zu Memmingen schriftlich und mündlich gemachten Zugeständnisse von seiten der Stadt in sachlicher Zusammenarbeit zu überwachen. Der Bürgerausschuss besitzt keinerlei Rechte und kann nur durch geschickte Handlungsweise Erfolge erzielen. Es darf niemals der Eindruck entstehen, als wollte er zwischen der Stadt und dem Ortsteil Amendingen eine Mauer aufbauen. Der Ausschuss soll den für Amendingen zuständigen Stadträten nach besten Kräften unterstützen und arbeitet auch direkt mit der Stadt zusammen. Die Mitglieder des Ausschusses werden alle drei Jahre gewählt. Wahlberechtigt sind alle Amendinger ab 18 Jahren.

## Kultur und Sehenswürdigkeiten

### Historische Bauwerke

#### Amendinger Schlössle
Das Amendinger Schlössle wurde um 1730 gebaut. Ursprünglich war es eine Kupferschmiede und Drahtzieherei. Um den Schmiedehammer zu bedienen, grub man ein zweites Bachbett, das 1960 wieder zugeschüttet wurde. Später beherbergte das Schlössle vorübergehend die Post.
Da es unter Denkmalschutz steht, durfte es nicht abgerissen werden. So gelangte es in den Besitz mehrerer Personen, die es aber angesichts hoher Renovierungskosten verfallen ließen. Im Jahre 1995 übernahm die evangelische Kirche das Gebäude und sanierte es. 1998 wurde es als evangelisches Gemeindehaus eingeweiht.

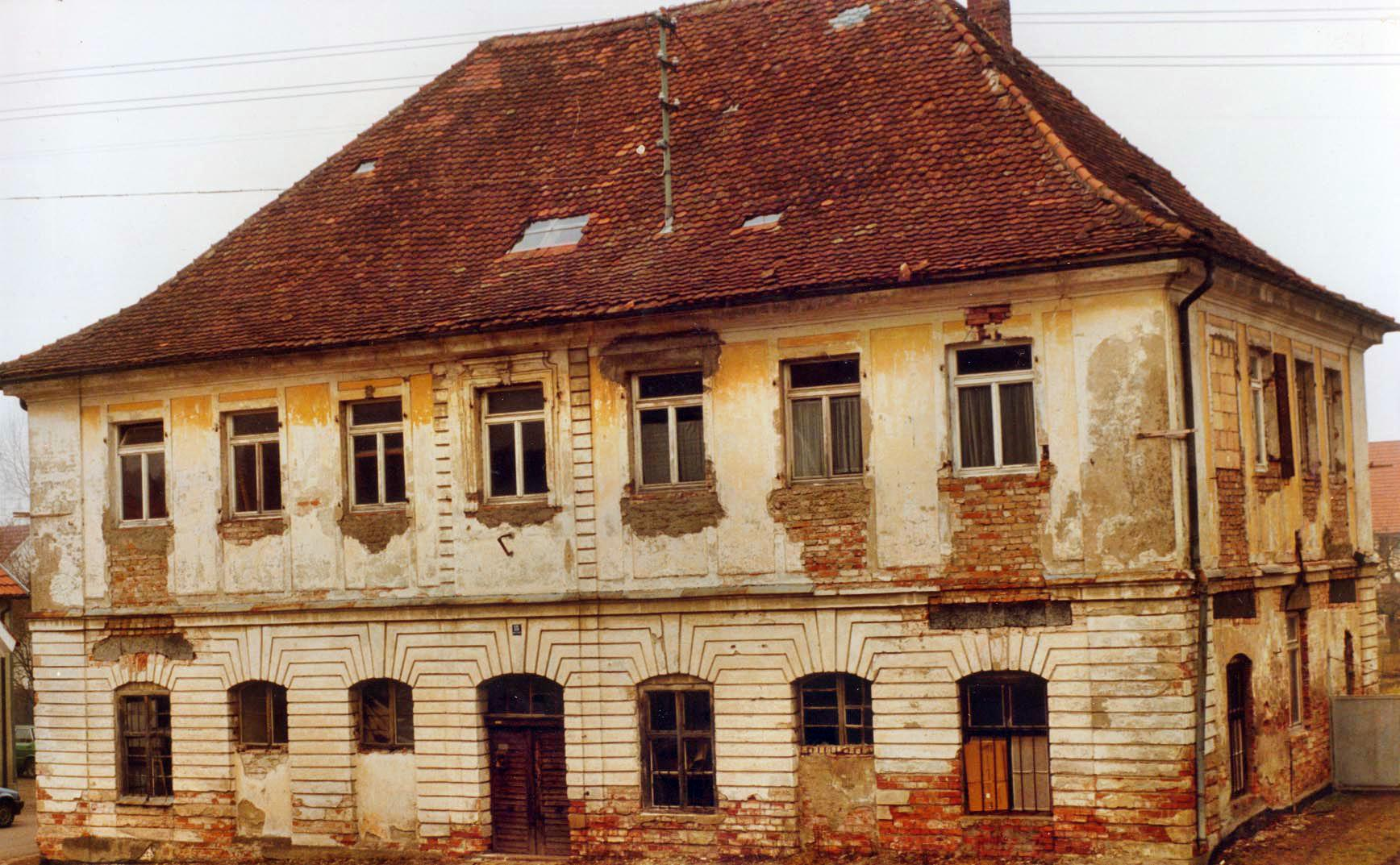
Das Schlössle vor…
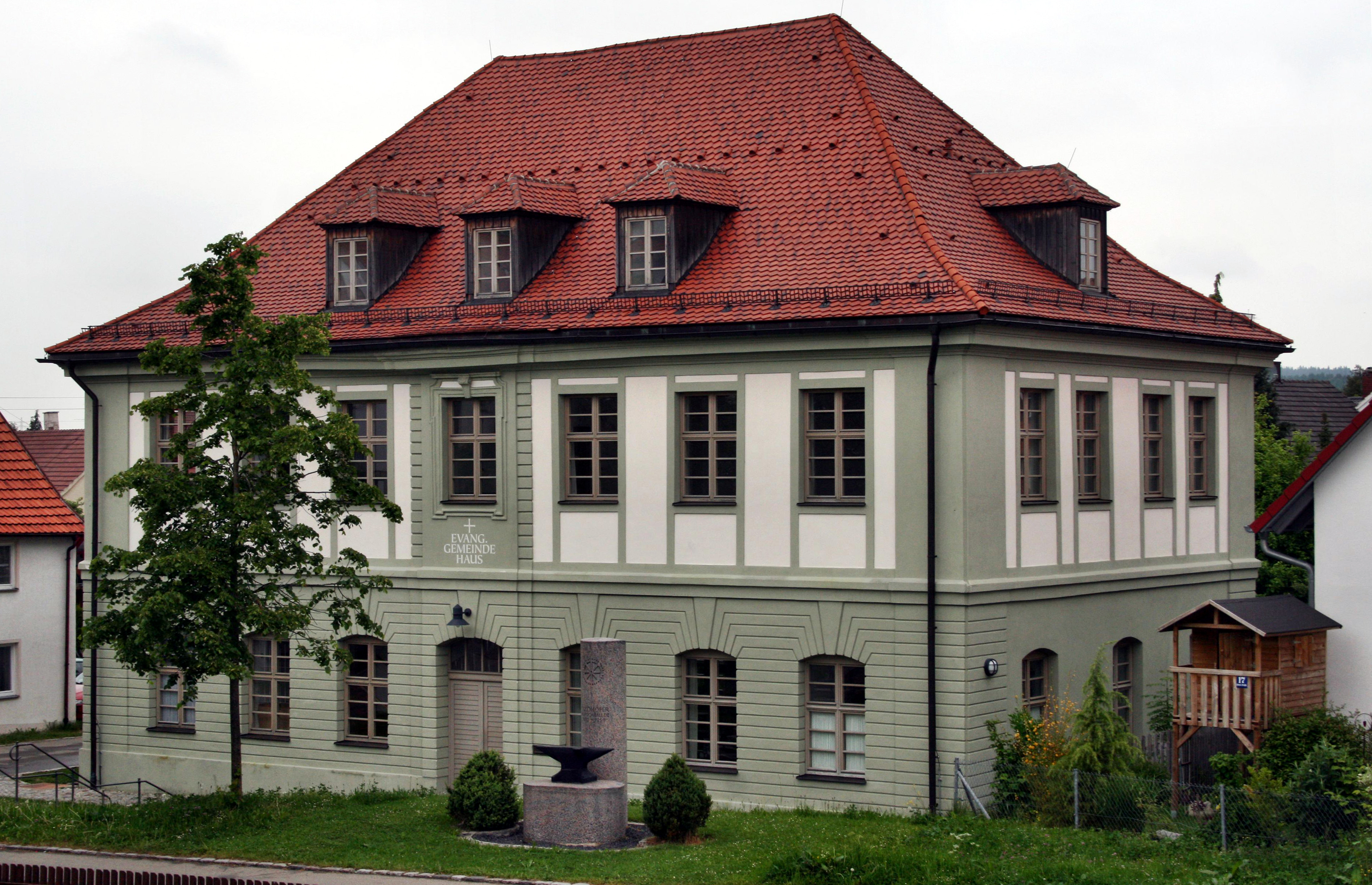
…und nach der Renovierung

#### Kirche St. Ulrich

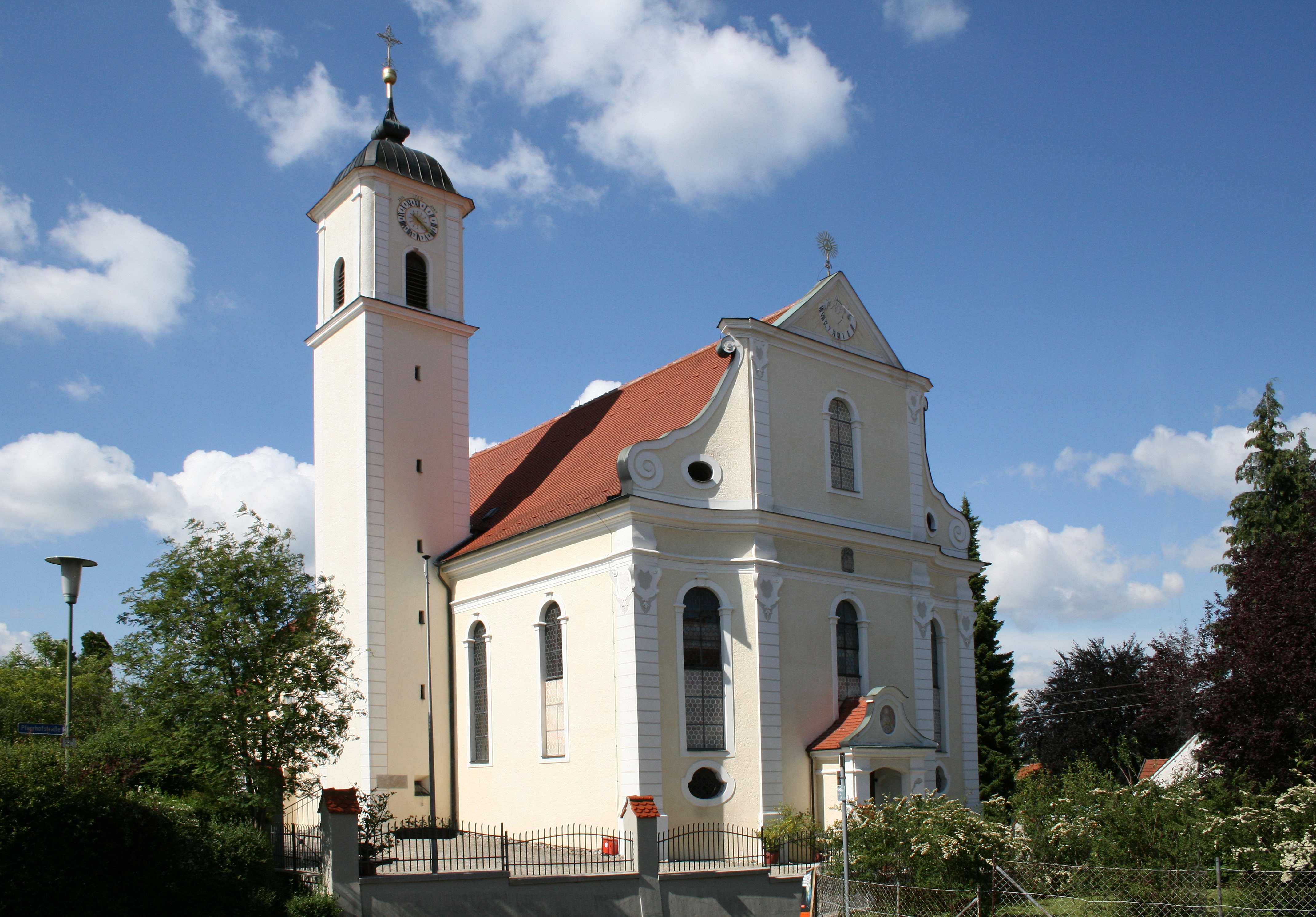
Die Kirche St. Ulrich

Die römisch-katholische Pfarrkirche St. Ulrich entstand zwischen 1752 und 1755 im Barock- beziehungsweise Rokokostil. Das Patronatsfest wird am 4. Juli gefeiert (Ulrich von Augsburg). Die bedeutendsten Kunstwerke in der Kirche sind eine Madonna Ivo Strigels und eine Statue der heiligen Ottilie (um 1500).

#### Kriegerdenkmal
Das Kriegerdenkmal mit St. Georg hoch zu Ross auf einem großen Sockel, ein Werk des Memminger Bildhauers Daumiller, wurde vom Veteranenverein 1923 am St.-Ulrich-Platz errichtet. Die Kosten brachte zum größten Teil die Gemeinde auf, der Rest wurde durch Spenden innerhalb des Vereins gedeckt.

#### Hammerschmiede

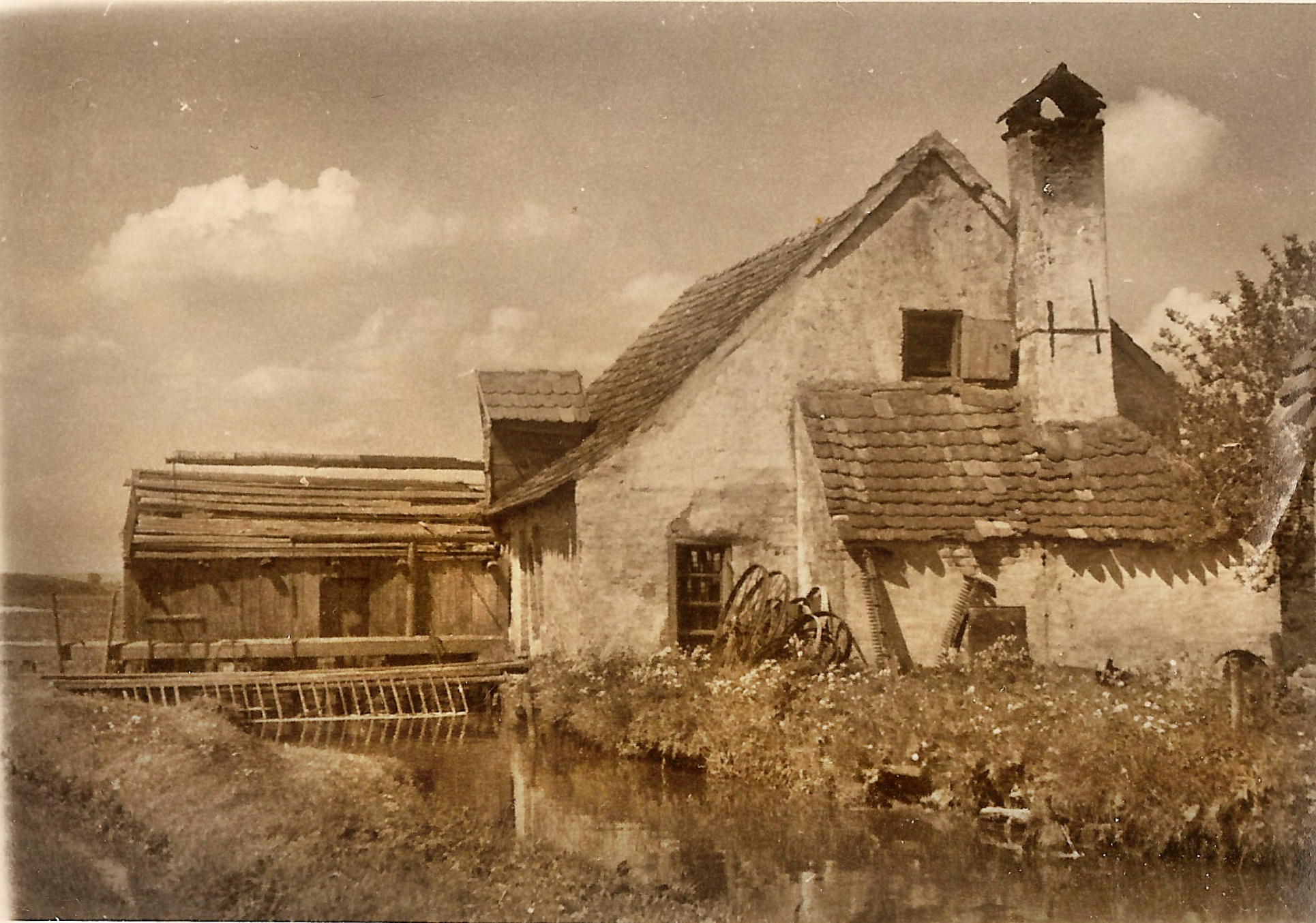
Die ehemalige Hammerschmiede

Am Haienbach bey der segmül stand die erste Hammerschmiede mit Hammer, Bollier vnd Schleiff. Sie wird erstmals 1465 bei der Verleihung an einen Blattner (Hammerschmied) erwähnt. Vermutlich wurde sie bald darauf an das Nordende der Gemeinde verlegt. Sehr lange Zeit war sie, ebenso wie das Schlössle, als Kupferhammer im Besitz des Memminger Unterhospitals. In den 1930er-Jahren wurden die Hämmer und die Wasserkunst entfernt, nachdem dort hauptsächlich nur noch Glockenschwengel geschmiedet worden waren. Die Schmiede wurde bis in die 1950er Jahre benutzt. 1975 wurde sie trotz ihres erhaltenswerten Charakters abgerissen, um einer Wohnbebauung Platz zu machen. Der Straßenname An der Hammerschmiede erinnert noch an den Standort.

#### Tafern

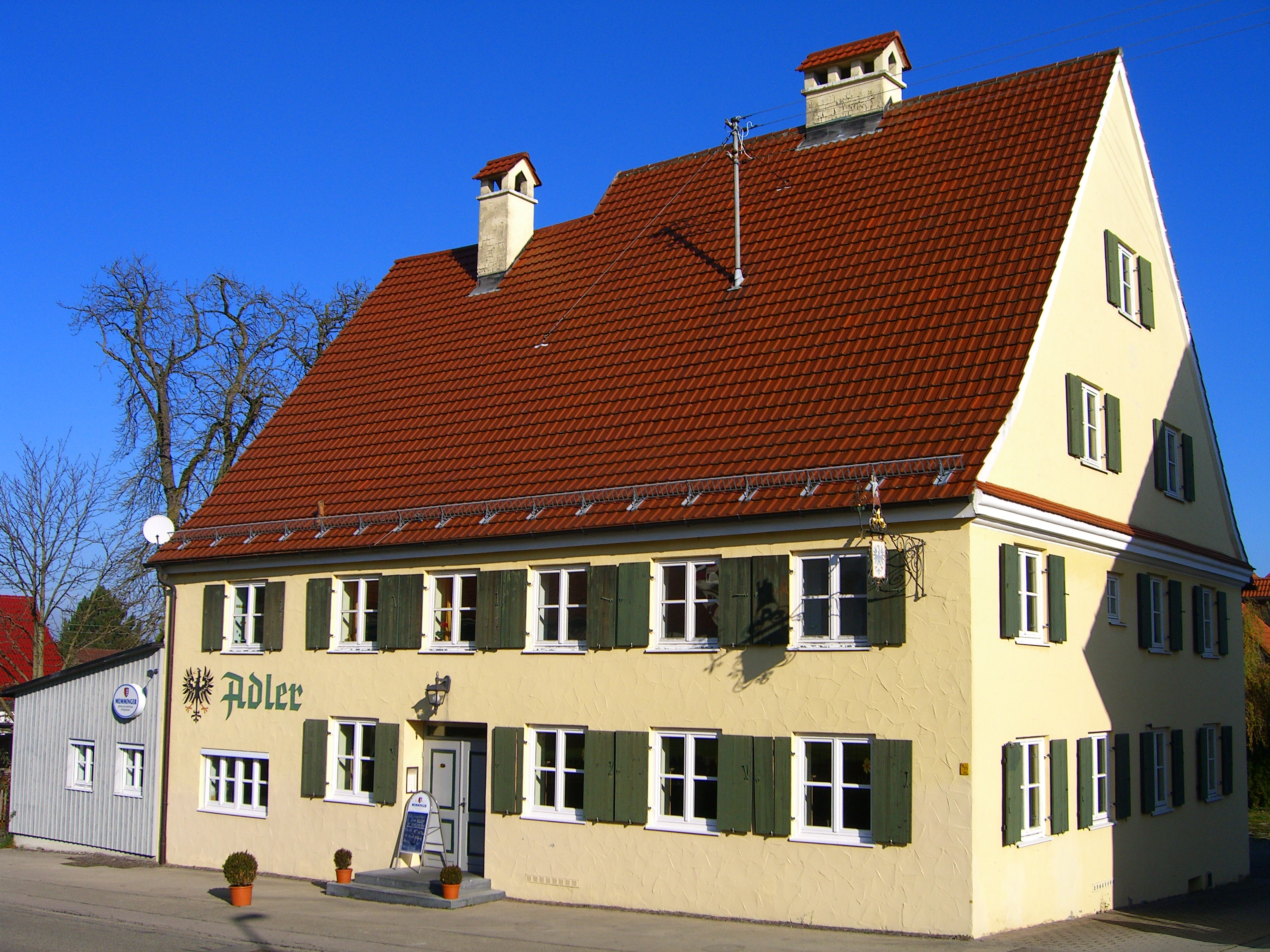
Die Tafern, heute Gastwirtschaft zum Adler

Die Tafern, heute Gastwirtschaft zum Adler, ein schlichtes Satteldachhaus mit einem schmiedeeisernen Ausleger mit stilisierten Ranken und Blumen aus der zweiten Hälfte des 18. Jahrhunderts, war zugleich Gastwirtschaft und herrschaftliche Brauerei, die die Herrschaft Eisenburg und die dazugehörenden Orte mit Bier zu versorgen hatte. Das Gasthaus wurde 1475 das erste Mal erwähnt, als die Sättelin die Herrschaft teilten. Der erste Wirt wurde 1551 genannt. Das Gebäude gehört der Memminger Brauerei und ist weiterhin eine Gastwirtschaft.

### Vereine
Der älteste Verein des Ortes ist die Freiwillige Feuerwehr Amendingen. Sie ist die zweitgrößte Feuerwehr im Bereich der Stadt Memmingen. Nach dem großen Brand von Amendingen im Jahre 1866 gab es schon Bestrebungen, eine Freiwillige Feuerwehr einzurichten. Allerdings wurde diese erst einundzwanzig Jahre später, am 15. Juni 1887, gegründet. Der größte Brand in der Geschichte der Feuerwehr ereignete sich 1977 in der Fertigung der Firma Metzeler. Der Brand dauerte vier Tage an und die Bekämpfung erwies sich als so schwierig, dass unter anderem die Berufsfeuerwehren aus München und Augsburg sowie ein Schaumlöschfahrzeug der Flughafenfeuerwehr Frankfurt hinzugezogen werden mussten. Die Feuerwehr war aber nicht nur ein Verein, sondern zugleich eine Einrichtung der Gemeinde. Eine juristische Klärung dieser Doppelnatur gibt es erst seit der Veröffentlichung des Bayerischen Feuerwehrgesetzes (BayFwG) im Jahr 1985. Danach ist die Feuerwehr eine gemeindliche Einrichtung, zu der aber parallel der Feuerwehrverein existiert.
Der Löschzug der Feuerwehr besteht aktuell aus folgenden Fahrzeugen:
- Tanklöschfahrzeug 16/25 (Florian Amendingen 21-1)
- Löschgruppenfahrzeug LF8-TS (Florian Amendingen 48-1)
- Mannschaftstransportfahrzeug (Florian Amendingen 14-1)
- Pulverlöschanhänger P250 (wird meistens vom Löschgruppenfahrzeug LF8-TS gezogen, wurde im Jahr 2014 ausgemustert)
- Ölschadenanhänger (wird meistens vom Mannschaftstransportfahrzeug gezogen)

Zusammen mit dem LF 16-TS der Feuerwehr Steinheim bilden die Fahrzeuge den dritten Löschzug der Stadt Memmingen. Sie ist die Erstruffeuerwehr für Einsätze im Gewerbegebiet Nord und am Autobahnkreuz Memmingen. Die Fahrzeuge und das Vereinsheim sind bis zum 13. April 2019 im alten Rathaus untergebracht gewesen. Seit dem Tag ist die Freiwillige Feuerwehr Amendingen im neuen Feuerwehrhaus in der Donaustraße 111 untergebracht. Zurzeit leisten ca. 45 Feuerwehrmänner und -frauen aktiven Feuerwehrdienst. Außerdem zählt der Feuerwehrverein etwa 40 passive bzw. fördernde Mitglieder. In der Jugendfeuerwehr werden zurzeit 14 Jugendliche auf den Feuerwehrdienst vorbereitet. Zum Einsatzgebiet der Feuerwehr gehört auch das Gewerbegebiet Nord mit seinen über 100 Betrieben.

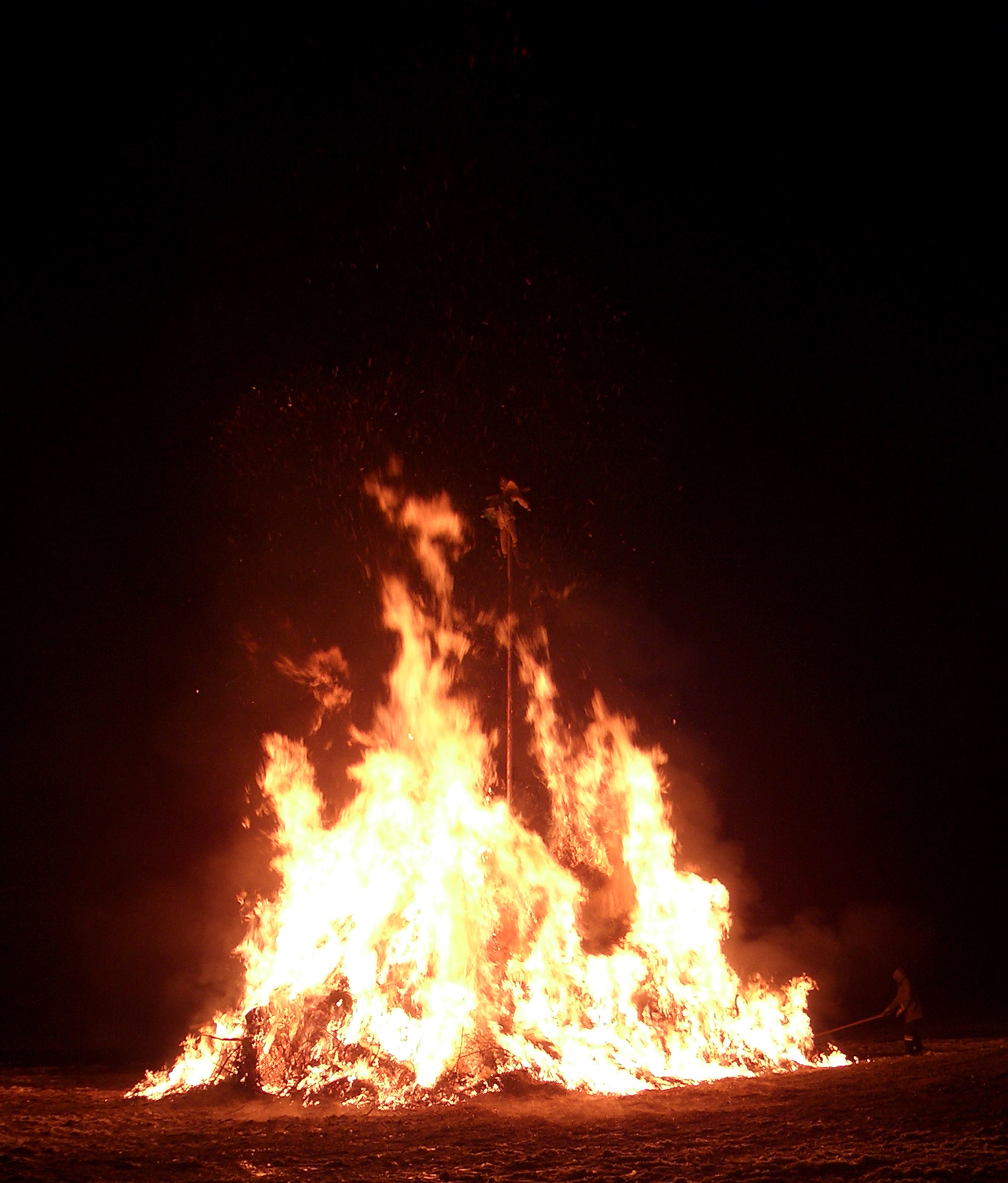
Funkenfeuer 2009

Der zweitälteste Verein ist der Sportverein Amendingen. Er wurde 1923 als Turnverein gegründet. Nach der Auflösung während des Krieges erfolgte 1946 die Neugründung. Der Verein bietet eine große Bandbreite verschiedener Sportarten. Die Damen-Faustballgruppe des SVA spielt aktuell in der zweiten Bundesliga.
Der Musikverein Amendingen wurde am 1. Oktober 1954 gegründet. Er sorgt für die musikalische Umrahmung der verschiedenen Feste, nimmt an Wertungsspielen teil und kümmert sich um die sonstigen musikalischen Aktivitäten. Daneben haben sich ein Theaterverein, ein Schnupfclub und kleinere Musikgruppen gebildet. Mit den Nachbarkapellen von Steinheim und Buxheim wurde 2000 die Jugendkapelle ABS gegründet. Später kamen die jungen Musiker der Memmingerberger Kapelle hinzu. Um die Nachwuchsarbeit weiter zu fördern, beschloss die Vorstandschaft im Jahr 2002, einen Förderverein der musizierenden Jugend Amendingen zu gründen. Durch musikalische Früherziehung werden schon die Kleinsten an Instrumente herangeführt. Der Verein ist Mitglied im Allgäu-Schwäbischen Musikbund. Er hat zurzeit (2008) 43 Aktive und wird durch 202 passive Mitglieder unterstützt.

### Regelmäßige Veranstaltungen
Seit der Einweihung des Brunnens vor dem ehemaligen Rathaus am 2. Juni 1991 findet jedes Jahr dort das Brunnenfest statt. Dieses Fest wird abwechselnd von der Feuerwehr und dem Musikverein organisiert. Am Sonntag nach dem Ulrichstag (4. Juli) wird im und vor dem Pfarrheim und der Kirche das Pfarrfest veranstaltet. Das traditionelle Weinfest findet in der Regel am letzten Wochenende im September in der Turnhalle der Amendinger Schule statt. Am Funkensonntag, also am ersten Sonntag nach Aschermittwoch, wird auf der Amendinger Flur, Richtung Grünenfurt, meist ein Funkenfeuer abgebrannt.

## Wirtschaft und Infrastruktur

### Wirtschaft
Amendingen war lange landwirtschaftlich ausgerichtet und durch Bauernhöfe geprägt. Der älteste Betrieb des Dorfes ist der Spezialfahrzeughersteller Goldhofer. Er entwickelte sich aus der Dorfschmiede Amendingens, die sich neben dem heutigen evangelischen Gemeindehaus befand. Der größte Teil des Gewerbegebiets Nord, des zweitgrößten zusammenhängenden Gewerbegebiets in Schwaben, befindet sich auf der Amendinger Flur. Viele Betriebe sind in ihrer Branche Weltmarktführer. Es gibt die Speditionen Dachser, Gebrüder Weiss, Epple und Honold. Buzil, ein weltweit agierendes Unternehmen für Reinigungsmittel, hat ebenfalls seinen Sitz im Gewerbegebiet, genauso wie die aus Amendingen stammende Goldhofer AG, der weltweit führende Hersteller von Spezialtransportfahrzeugen. Ein großes Fachmarktzentrum mit Einzelhändlern befindet sich ebenfalls am Rande des Gewerbegebietes.

### Verkehr
Der Ortsteil ist durch die A 96 sowie die Bundesstraße Augsburg–Memmingen (B 300) an das überregionale Verkehrsnetz und durch zwei Buslinien an den ÖPNV Memmingens angebunden.
Am östlichen Ortsende führt die Illertalbahn ohne Halt vorbei. Im Zuge der Regio-S-Bahn Donau-Iller ist die Einrichtung einer Haltestelle in Ortsnähe geplant.

### Bildung

Das Logo der Volksschule Amendingen

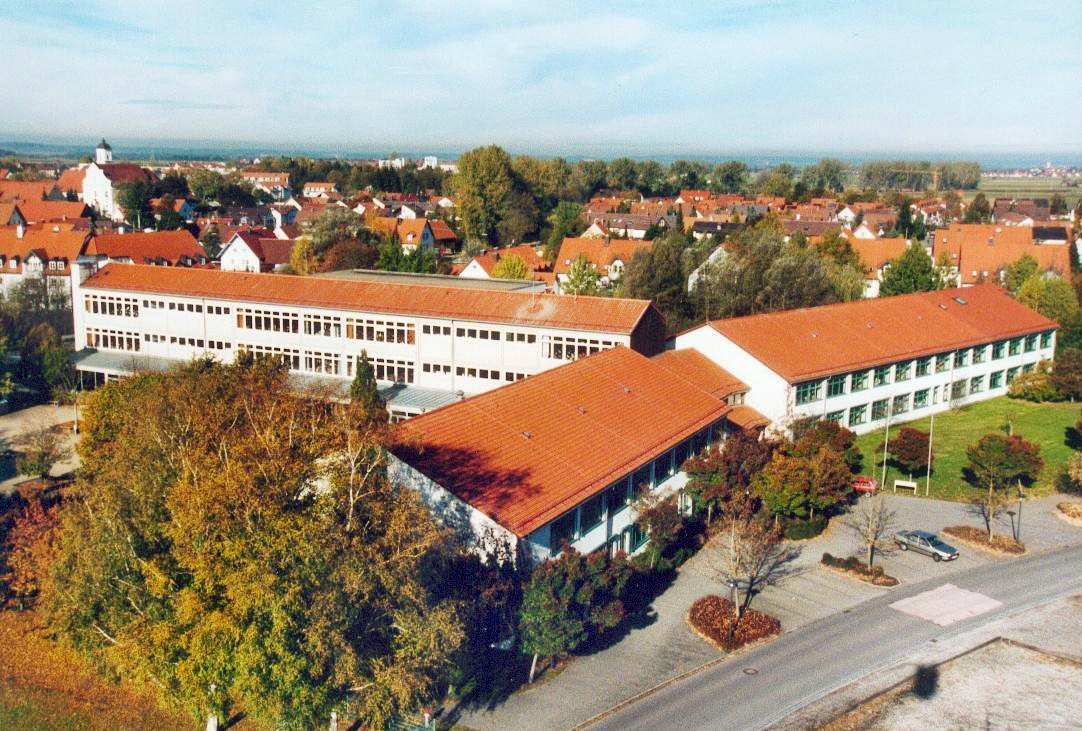
Die Volksschule Amendingen

Das erste Schulhaus, ein kleines Backsteingebäude, stand neben der heutigen Sparkasse. Nachdem die Schülerzahl angestiegen war, wurde die vormals einklassige Schule in zwei Stufen gegliedert. Die Kleine Schule mit den Schülern der 1. und 2. Jahrgangsstufe befand sich vorübergehend im alten Mesnerhaus neben der Kirche. Die Große Schule, in der Schüler der 3. bis zur 7. Jahrgangsstufe unterrichtet wurden, verblieb im alten Backsteingebäude. Die erste große Schule in Amendingen wurde während der Inflationszeit erbaut. Im Jahr 1954 wurde ein dritter Schulsaal angebaut und einige Jahre später ein weiterer Saal im barackenähnlichen Stil hinzugefügt.
Nach längerer Suche wurde ein Grundstück am Ostrand des Dorfes für ein neues Schulgebäude ausfindig gemacht. Mit einem Kostenaufwand von rund zwei Millionen D-Mark entstand ein Schulviertel, das eine achtklassige Volksschule mit Turnhalle beherbergte. Der Bau wurde im Oktober 1964 begonnen und am 16. Juli 1966 der Neubau eingeweiht. Kurz nach der Fertigstellung wäre allerdings schon eine Erweiterung nötig gewesen, da die Schule zur Verbandsschule geworden war. Die Schülerzahl stieg damit rapide an. Nach häufigem und dringlichem Aufzeigen der Schulraumnot wurde die Schulhauserweiterung 1985 genehmigt. Die Schule konnte zum Schuljahresbeginn 1987 ihrer Bestimmung übergeben werden. 1996 wurde der Bau ein weiteres Mal mit dem Anbau von acht weiteren Klassen- und Fachräumen an der Nordseite der ersten Erweiterung vergrößert. Am 5. August 2008 fand der erste Spatenstich zur Erweiterung der Turnhalle statt.
Die Schule umfasst eine Grund- und Mittelschule von der 1. bis zur 9. Klasse. Zusätzlich wird auch ein Mittlere-Reife-Zug von der 7. bis zur 10. Klasse angeboten. Zum heutigen Schulsprengel gehören die Grund- und Hauptschüler der Memminger Ortsteile Amendingen und Eisenburg und der politisch selbstständigen Gemeinden Buxheim (5.–9. Klasse), Heimertingen, Fellheim und Pleß (7.–9. Klasse). Zur Schule gehen aktuell 570 Schüler und das Kollegium umfasst 49 Lehrer. Sie wurde 2011 in eine Grund- und Mittelschule umgewandelt.
Die Volksschule Amendingen wurde 1979 bundesweit bekannt, als ein Lehrer einen Schüler ohrfeigte und dieses vom Obersten Landesgericht in Bayern mit Bezug auf das Gewohnheitsrecht toleriert wurde. Dieses Urteil führte zu einer Gesetzesänderung in Bayern, die die Prügelstrafe endgültig abschaffte.

## Persönlichkeiten
Der Maler Josef Madlener wurde 1881 in Amendingen geboren. Eine Postkarten-Reproduktion seines Gemäldes Der Berggeist diente dem Schriftsteller J. R. R. Tolkien als Inspiration für den Zauberer Gandalf im Roman Der Herr der Ringe.
Der viermalige Fußballnationalspieler Franz „Bulle“ Roth (* 1946), der von 1966 bis 1978 beim FC Bayern München spielte, ist ebenfalls Amendinger.
Der ehemalige bayerische Landwirtschaftsminister Josef Miller (* 1947) lebt in Amendingen und ist Stadtrat in Memmingen.